# Frank van der Linde

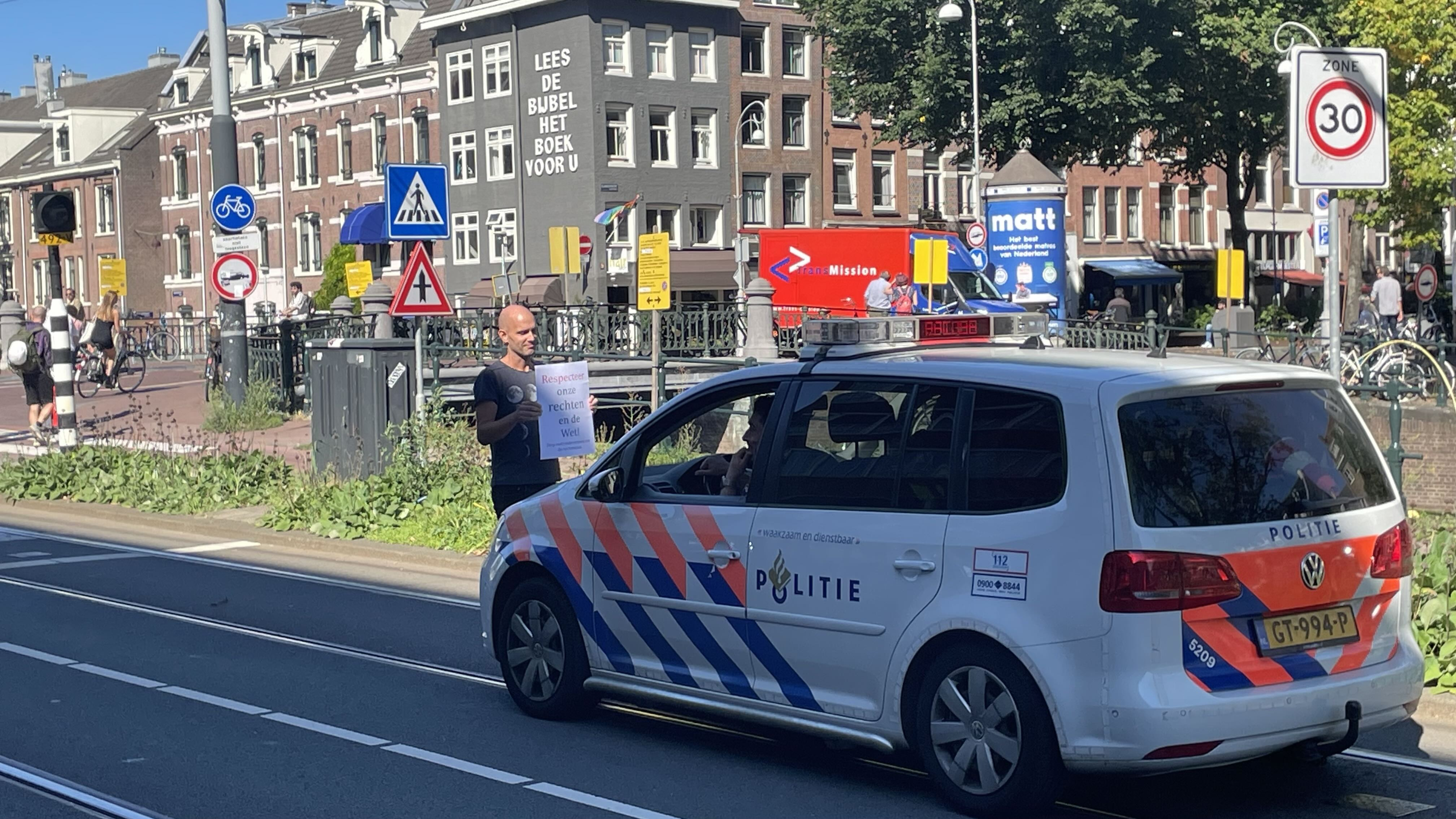
Frank van der Linde houdt een politieauto tegen tijdens een eenmansprotest op 6 september 2023.

Frank van der Linde (1968) is een Nederlandse extreem linkse activist en publicist.
Van der Linde begon zijn carrière als managementconsultant. Daarna werkte hij bij Amnesty International en Fairtrade Original. Rond zijn dertigste ging hij werken bij Fairfood International, waar hij directeur werd.
Tussen 2010 en 2015 schreef hij stukken voor Joop. Van 2013 tot 2016 schreef hij bij OneWorld over politieke onderwerpen.
In oktober 2016 moest Van der Linde zijn huis verlaten doordat zijn buren zich niet veilig voelden, omdat hij bedreigd werd door politieke tegenstanders. Sindsdien heeft hij geen vast woonadres meer. In 2019 organiseerde hij een illegale daklozencamping in het Amsterdamse Vondelpark, genaamd Daklozen Camping Vondelpark, waarna de gemeente hem een boete van € 10.000 wilde opleggen. Toen de rechter bij zijn kort geding besliste dat de gemeente hem inderdaad mocht beboeten als hij daklozen bleef uitnodigen, doekte hij het project op.
In 2020 demonstreerde Van der Linde met een groep van tien personen op de Dam pro-Palestina. Hij en één andere activist werden door de politie opgepakt en later die dag weer vrijgelaten.
In 2023 verscheen hij voor de Rechtbank Noord-Holland in Haarlem met betrekking tot een Woo-verzoek over hoe de gemeente Hoorn omgaat met het slavernijverleden. De rechtbank stelde hem in het gelijk in zijn aanklacht dat de gemeente onvoldoende transparant was geweest en gaf de gemeente de opdracht om niet geleverde documenten alsnog te overhandigen.
In 2024 kondigde Van der Linde aan te willen demonstreren tegen de aanwezigheid van Tweede Kamervoorzitter Martin Bosma (PVV) bij de nationale dodenherdenking op de Dam. Hij kondigde deze demonstratie van tevoren aan bij de gemeente. Hij gaf aan de twee minuten stilte te willen respecteren, en een stille demonstratie met protestborden te houden. De gemeente Amsterdam wees zijn plan om op de Dam te demonstreren af. Het protest nam uiteindelijk de vorm aan van een handvol mensen die zich in stilte omdraaiden toen Bosma een krans legde.
Op 27 december 2024 sprak Van der Linde op het Chaos Communications Congress in Hamburg.

## Inlichtingendiensten
Sinds 2016 wordt Van der Linde gevolgd door de NCTV in verband met zijn online activiteit, waarna vertrouwelijke rapporten over hem zijn gedeeld met meerdere gemeenten, de politie, het Openbaar Ministerie, de AIVD, de MIVD en enkele buitenlandse inlichtingendiensten. Door de informatie van de NCTV nam gemeente Amsterdam hem in 2017 op in een deradicaliseringsprogramma, ondanks dat de politie hem op dat moment als "niet CTER-waardig" zag, wat betekent dat ze hem niet zagen als potentieel gevaarlijke extremist. Het opnemen van zijn persoon in dit register gebeurde pas na een vierde poging, nadat de eerste drie maal dat zijn opname voorgesteld werd, er geen akkoord kwam vanuit het Regieoverleg.
In een rechtbankzitting in maart 2023 over het dossier van Van der Linde getuigde een Amsterdamse politieambtenaar onder ede dat de politie geen eerlijke behandeling van Van der Linde zou uitvoeren, door niet zijn gehele dossier te leveren en hem direct te arresteren bij confrontaties door zijn onterechte CTER-markering. Ook noteerde een agent in zijn dossier dat Van der Linde psychiatrisch zou moeten worden opgenomen, een opmerking die moeilijk uit het dossier te laten verwijderen is omdat het de mening van een agent betreft.
Sinds 2019 zien gemeente Amsterdam en de politie Van der Linde niet meer als gevaarlijke extremist, een label dat hij eerder wel droeg bij deze instanties. De NCTV bleef hem langer volgen door middel van een nepaccount op Twitter.
Van der Linde heeft een tijd op de terreurlijst van Europol gestaan, nadat de politie deze organisatie inlichtte toen hij in 2018 naar Berlijn verhuisde. In 2020 vroeg hij zijn dossier bij Europol op. De organisatie verwijderde zijn dossier en antwoordde dat er geen dossier was om te tonen. De EDPS droeg Europol vervolgens op om deze gegevens alsnog aan hem te tonen. Deze opdracht is mogelijk de oorzaak geweest van (en achteraf ongedaan gemaakt door) een nieuwe Europol-regeling.
Tijdens een rondetafelconferentie in voorjaar 2022 erkende de gemeente dat Van der Linde achteraf gezien niet opgenomen had moeten worden in de deradicaliseringsaanpak. In 2023 sprak burgemeester Femke Halsema schriftelijk haar spijt uit over de 'ongewenste neveneffecten' van de aanpak van Van der Linde.
De Amsterdamse politie is grotendeels in het gelijk gesteld door de rechter in de zaak over hun afhandeling van het dossier van Van der Linde. Van der Linde heeft aangegeven tegen dit besluit in hoger beroep te gaan bij de Raad van State.
In november 2023 adviseerde de Amsterdamse rechtbank aan de NCTV om Van der Linde financieel te compenseren.

## Trivia
- Van der Linde kwam als één van zeven activisten voor in de VPRO-documentaire Oproerkraaiers van Sunny Bergman.[25]